# Cube Escape
Cube Escape (с англ. — «Выход из куба») — серия из десяти инди-игр в жанре «выход из комнаты» от нидерландской студии Rusty Lake.
События разворачиваются в мистической и сюрреалистической вселенной Rusty Lake. Все эпизоды сюжетно связаны друг с другом, хотя выпускались не в хронологическом порядке. В центре повествования — детектив Дейл Вандермер, расследующий таинственную смерть Лоры Вандербум. По ходу сюжета мужчина оказывается на Ржавом озере, где ему приходится отправиться в путешествие по своему прошлому, чтобы в итоге достигнуть просветления. Игра отличается обилием кровавых сцен, случающихся в неожиданные моменты.

## История создания
В 2015 году Робин Рас Ангенам (нидерл. Robin Ras Aangenaam) и его друг Мартен (нидерл. Maarten), разработчики из Амстердама, вдохновившись юмором и тревожной атмосферой американского сериала «Твин Пикс», решили создать собственную игровую вселенную и 25 апреля того же года основали студию Rusty Lake (с англ. — «Ржавое озеро»). В этот день были выпущены два первых эпизода серии Cube Escape. Чтобы вокруг них быстро организовалось сообщество, игры стали выпускаться бесплатно. Разработчики стараются, чтобы фанаты с нетерпением ждали новые части, как новые серии телесериала. В долгосрочной перспективе цель разработчиков — стать «Твин Пиксом» в игровой индустрии.
В июне-сентябре 2015 года вышло ещё четыре части. Начиная с Cube Escape: Birthday (февраль 2016 года) в играх улучшилось качество графики, изменился стиль оформления (в частности, шрифт) и управление инвентарём. Музыку для игр стал писать и исполнять нидерландский композитор Виктор Бютзелар (нидерл. Victor Butzelaar). Так же включена композиция Эрика Сати (Erik Satie) Lent et Grave, которую можно услышать в фильме Господин Никто (Mr. Nobody).
Фоновые изображения для игры Cube Escape: The Cave (март 2017 года) нарисовал художник-пейзажист Йохан Скерфт (нидерл. Johan Scherft).

## Игровой процесс
Как правило, события игр происходят в помещениях кубической формы. Нажимая на стрелки, расположенные по краям экрана, можно перемещаться внутри куба. Нажимая на предметы, можно взаимодействовать с ними или забирать в инвентарь, чтобы далее применять там, где нужно. Цель — решить все головоломки, чтобы, как понятно по названию, выбраться из куба.
Графика, нарисованная от руки, изредка дополняется пастельными рисунками на фоне.

## Игры

### Cube Escape: Seasons
Cube Escape: Seasons — первый эпизод, вышедший 27 апреля 2015 года. Одна из самых больших игр, в которой игроку предстоит совершить путешествие по воспоминаниям молодой женщины (Лоры Вандербум), чтобы раскрыть тайну её смерти и даже изменить прошлое.
Синопсис: «Вы начнёте со своего первого воспоминания, весной 1964 года. Оно перенесёт вас в спокойную и дружелюбную комнату. В ней находятся часы, кухонный гарнитур и окно, выходящее в сад. У вашего попугая Харви плохое настроение. Изучая происходящее и собирая предметы, вы вскоре поймете, что что-то не так. Разблокируйте другие кубы воспоминаний, создавая проходы между ними. Может быть, ещё не слишком поздно…»
12 мая 2015 игра заняла 2 место в конкурсе Daily Contest (Newgrounds), 17 мая — 2 место в конкурсе Weekly Contest, а 3 июня — 4 место в конкурсе Monthly Contest (Kongregate). В октябре 2015 года Cube Escape: Seasons номинировалась на Best Narrative Award (Casual Connect Tel Aviv).

### Cube Escape: The Lake
Cube Escape: The Lake — второй эпизод, вышедший 25 апреля 2015 года. Дополняет события Cube Escape: Seasons. Игрок снова выступает в роли Лоры Вандербум, которая должна исследовать заброшенную хижину, находящуюся на острове посреди Ржавого озера, и вновь изменить свою судьбу.
Синопсис: «Вы нашли заброшенную хижину на небольшом острове посреди Ржавого озера. Единственное, что вы можете найти – это рыболовные снасти, нож и лом. Начните изучать происходящее и ловить рыбу! Пожалуй, вы можете изменить свою судьбу…»
3 мая 2015 года игра заняла 5 место в конкурсе Daily Contest (Newgrounds), а 10 мая – 3 место в конкурсе Weekly Contest (Kongregate).

### Cube Escape: Arles
Cube Escape: Arles — третий эпизод, вышедший 5 июня 2015 года. Единственная игра, посвящённая реальному человеку, Винсенту Ван Гогу: события происходят в его спальне в Арле и отсылают ко многим аспектам жизни и искусства художника.
Синопсис: «Вы заперты в своей спальне в Арле. Кажется, будто вы окружены искусством. Исследуйте комнату и закончите картины, ищите цвета и собирайте свои принадлежности для рисования».
14 июня 2015 года игра получила награду Daily Feature (Newgrounds), а 3 июля заняла 4 место в конкурсе Monthly Contest (Kongregate).

### Cube Escape: Harvey’s Box
Cube Escape: Harvey’s Box — четвёртый эпизод, вышедший 25 июня 2015 года. Дополняет события Cube Escape: The Lake. Игрок в роли домашнего попугая Харви должен выбраться из коробки, в которую его посадила Лора Вандербум во время своей поездки на Ржавое озеро.
Синопсис: «Сейчас 1969 год, и Харви заключен в коробке, движущейся в сторону Ржавого озера… Выясните, что происходит, и помогите Харви осуществить побег, разрешая множество головоломок».
1 июля 2015 года игра заняла 2 место в конкурсе Daily Contest (Newgrounds).

### Cube Escape: Case 23
Cube Escape: Case 23 — пятый эпизод, вышедший 31 июля 2015 года. Одна из самых больших игр, посвящённая детективу Дейлу Вандермеру, которому было поручено дело о таинственной смерти Лоры Вандербум. В ходе расследования он оказывается на Ржавом озере, где ему приходится, спасаясь от испорченной души, прятаться в лифте. Дейл начинает своё движение на дно.
Синопсис: «Вы должны расследовать загадочную смерть женщины. Соберите все улики и найдите проход на Ржавое озеро».
10 августа 2015 года игра заняла 2 место в конкурсе Weekly Contest и получила награду Daily Feature (Newgrounds), а 10 сентября — 1 место в конкурсе Monthly Contest (Kongregate).

### Cube Escape: The Mill
Cube Escape: The Mill — шестой эпизод, вышедший 5 сентября 2015 года. Дополняет события Cube Escape: Case 23. Игрок выступает в роли мистера Ворона, которому мистер Филин поручает завести загадочную машину, чтобы извлечь из мозга погибшей Лоры воспоминания.
Синопсис: «Добро пожаловать на мельницу Расти-Лейк, резиденцию мистера Ворона. Скоро прибудет знакомый гость, и ваша задача — запустить загадочную машину».
13 сентября 2015 года игра заняла 3 место в конкурсе Weekly Contest и получила награду Daily Feature (Newgrounds), а 10 октября — 2 место в конкурсе Monthly Contest (Kongregate).

### Cube Escape: Birthday
Cube Escape: Birthday — седьмой эпизод, вышедший 15 февраля 2016 года. Игра посвящена путешествию Дейла Вандермера по собственным воспоминаниям. Детектив оказывается на своём девятом дне рождения в 1939 году, и его цель — собрать таинственный прибор, чтобы исправить события прошлого.
Синопсис: «Добро пожаловать на ваш девятый день рождения зимой 1939 года. Перед вами торт, граммофон и таинственный подарок. Тем не менее, праздничное настроение резко меняется, как только на вашу вечеринку приходит нежданный гость».
22 февраля 2016 года игра заняла 2 место в конкурсе Weekly Contest и получила награду Daily Feature (Newgrounds).

### Cube Escape: Theatre
Cube Escape: Theatre — восьмой эпизод, вышедший 11 апреля 2016 года. Дейл Вандермер продолжает своё путешествие по воспоминаниям. На этот раз он попадает в 1971 год, в театр, где беседует с подозреваемым в убийстве Лоры Бобом. Кроме того, в ходе игры выясняется, что смысл путешествия Дейла заключается в просветлении.
Синопсис: «Добро пожаловать в театр вашего разума. Этим вечером у нас занимательная программа со знакомым набором актёров. Доведите все шесть пьес до конца, чтобы продолжить своё путешествие».
25 апреля 2016 года игра заняла 3 место в конкурсе Weekly Contest и получила награду Daily Feature (Newgrounds).

### Cube Escape: The Cave
Cube Escape: The Cave — девятый эпизод, вышедший 23 марта 2017 года. Происходит между Cube Escape: Case 23 и Cube Escape: Birthday. Играя за мистера Ворона, необходимо помочь мистеру Филину спуститься вглубь Ржавого озера, чтобы собрать всё необходимое для путешествия детектива.
Синопсис: «Старик уже на подходе к таинственной пещере. Знакомому гостю нужна ваша помощь, прежде чем вы спуститесь в самые глубины Ржавого озера».

### Cube Escape: Paradox
Cube Escape: Paradox — десятый эпизод в двух главах, вышедший 20 сентября 2018 года в сопровождении короткометражного игрового фильма Paradox: A Rusty Lake Film, необходимого для прохождения. Первая игра в серии, вышедшая на персональных компьютерах. Первая глава игры бесплатна, вторая продаётся как DLC.

### Спин-оффы
Действие серии Cube Escape происходит в той же вселенной, что и другие игры от Rusty Lake: Rusty Lake Hotel (первая платная игра студии), Rusty Lake Roots, Rusty Lake Paradise, а также The White Door (эксперимент студии с жанровыми элементами графической новеллы) и Samsara Room (ремейк оригинальной flash-игры). Все игры связаны общим, хоть и запутанным сюжетом, персонажами и атмосферой.

## Переводы
Если первые игры серии были исключительно на английском, то, начиная с Cube Escape: Theatre, игры начали переводить на 14 других языков, включая русский.

## Публикации в СМИ
11 мая 2016 года разработчики из Rusty Lake опубликовали свою статью в интернет-портале об играх Gamesauce, а в августе — сразу в двух журналах: Control500 и Canard PC (#23).